# Gustav Sepp
Gustav Friedrich Sepp (* 28. Augustjul. / 10. September 1901greg. in Reval; † 4. Oktober 1994) war ein estnischer Fußballspieler deutsch-baltischer Herkunft.

## Karriere
Für die Estnische Nationalmannschaft kam Gustav Sepp im Jahr 1920 zu einem Länderspieleinsatz gegen Finnland. Es war für Estland das Ur-Länderspiel noch vor der Gründung des Fußballverbandes ein Jahr später.
Im Jahr 1920 war er für den Tallinna JK in der Estnischen Meisterschaft aktiv.